# Cycle du Fulgur
Le Cycle du Fulgur (titre original (en) : Lensman Series) est un cycle de science-fiction de l'auteur américain Edward Elmer Smith publié en grande partie dans des magazines spécialisés américains entre 1934 et 1950.

## Présentation du cycle

### Genèse du cycle
C'est à la fin de 1936 et au début de 1937 - quelques années après la publication de Triplanétaire -, qu'Edward Elmer Smith a l'idée d'écrire un « roman policier intersidéral. » L'écrivain réalise une première esquisse du scénario en quatre-vingts pages et la soumet à F. Orlin Tremaine, le directeur d'Astounding Stories, qui en achète immédiatement les droits. Edward Elmer Smith rédige ensuite un scénario détaillé de Patrouille galactique et développe la structure narrative générale de ce qui allait devenir le Cycle du Fulgur. Après avoir terminé la première ébauche de Patrouille galactique, Smith écrit directement l'ultime chapitre du dernier volume du cycle, Les Enfants du joyau (Children of the Lens), qui apporte une conclusion à toute l'histoire. La première version du Cycle du Fulgur comprend donc quatre romans qui paraissent dans Astounding Stories entre 1937 et 1948 : Patrouille galactique, Le Fulgur gris, Le Surfulgur et Les Enfants du joyau, accompagnés par quelques nouvelles qui se situent dans le même univers, mais s'éloignent de l'intrigue principale du Cycle. Ces nouvelles annexes, regroupées plus tard sous le titre Les Maîtres du vortex, paraissent en 1942 dans Astonishing Stories.

### Version définitive du cycle
En 1948, alors que le Cycle du Fulgur s'apprête à être publié en librairie, l'éditeur américain Lloyd Arthur Eshbach incite Edward Elmer Smith à intégrer Triplanétaire au Cycle du Fulgur. Smith accepte et modifie son roman pour l'adapter au contexte du Cycle du Fulgur, y ajoutant par exemple le personnage central de Virgil Samms qui ne figurait pas dans la version originale. En 1950, Smith ajoute un nouveau volume au Cycle originel, Le Premier Fulgur, qui lui sert de jonction narrative entre Triplanétaire et Patrouille galactique, donnant ainsi à l'ensemble une plus grande cohérence. E. E. Smith continue de retravailler ses romans jusqu'en 1954, procédant à de nombreuses modifications et additifs. Le Cycle se composait alors de six volumes. Ce n'est qu'en 1960 que les nouvelles situées dans l'univers du Cycle furent rassemblées et publiées dans un volume d'abord intitulé The Vortex Blaster, puis en 1968 Masters of the Vortex.

### Extensions duCycle du Fulgur
Le 14 juillet 1965, Edward Elmer Smith autorisa l'écrivain William B. Ellern à donner une suite au Cycle du Fulgur. Ellern, qui prit soin de rester très fidèle à l'univers original de Smith, publia :
- Moon Prospector en 1966
- New Lensman en 1975 et
- Triplanetary Agent en 1978.

David Kyle, un ami d'Edward Elmer Smith, publia également trois romans qui racontent les aventures de Fulgurs extra-terrestres suivant l'exemple de ce qu'Edward Elmer Smith avait réalisé dans Le Surfulgur. Ces trois romans sont connus sous le nom de Second-Stage Lensman Trilogy (La Trilogie du Surfulgur). Ces romans parurent aux États-Unis entre 1980 et 1983 et connurent une réédition en 2004 :
- The Dragon Lensman (Le Dragon Surfulgur, avec Worsel, le célèbre dragon vélantien) ;
- Lensman from Rigel (Le Fulgur de Rigel, avec Tregonsee, l'étrange extra-terrestre du système de Rigel) ;
- Z-Lensman (Fulgur Z, avec Nadreck, le Palainian, le plus étrange des trois Surfulgurs non humains).

### Modèles et anti-modèles littéraires
Lors de son travail sur le Cycle du Fulgur, Edward Elmer Smith envisageait d'écrire un immense space opera. L'auteur citait à l'époque comme mauvais exemple du genre le roman The War of the Universe de Clinton Constantinescu et comme bons écrivains Roman Frederick Starzl et Jack Williamson.

### Composition du cycle complet
Les différentes volumes du Cycle du Fulgur sont présentés dans l'ordre chronologique de la narration, les dates indiquées sont celles des premières publications originales :
1. Triplanétaire (Triplanetary), 1934 ;
2. Le Premier Fulgur (First Lensman), 1950 ;
3. Patrouille Galactique (Galactic Patrol), 1937 ;
4. Le Fulgur Gris (Gray Lensman), 1939 ;
5. Le Surfulgur (Second Stage Lensman), 1941 ;
6. Les Enfants du Joyau (Children of the Lens), 1947.

Le dernier volume du cycle se situe dans l'univers du Fulgur, mais développe une trame narrative différente des six premiers volets :
- Les Maîtres du Vortex (The Vortex Blaster ou Masters of the Vortex), 1941.

## Scénario du cycle
Le cycle s'ouvre avec "Triplanétaire", deux milliards d'années avant notre époque. L'univers compte quelques formes de vie peu évoluées, à l'exception de la race aînée de notre galaxie, les pacifiques Arisians, qui ont renoncé aux besoins physiques pour une contemplation mentale extrêmement développée et raffinée.
Dans cet univers, existe aussi un étrange continuum espace-temps où vivent les Eddoriens, une dictature avide. Ils ont été attirés par cet univers par l'observation de notre galaxie et de sa sœur (La Galaxie de Wolf-Lundmark-Melotte ou Deuxième Galaxie). Les Eddoriens espèrent y trouver des milliards de planètes où la vie se développera, et sur lesquelles ils auront une position dominante, apte à satisfaire leur soif de pouvoir.

## Univers du cycle

### Personnages duCycle du Fulgur
- Personnages centraux
  - Kimball Kinnison : Fulgur libre. Personnage principal du cycle.
  - Clarissa Mac Dougall : femme de Kimball et Fulgur par naissance.
  - Worsel : Fulgur Libre. Dragon ailé de la planète Velantian
  - Tregonsee : Fulgur Libre. Extra-terrestre de Rigel IV
  - Nadrek : Fulgur Libre. Extra-terrestre énigmatique de Palain VII

- Autres personnages Patrouille Galactique
  - Virgil Samms : Le Premier Fulgur
  - Amiral Haynes
  - Bergenholm : inventeur du moteur à propulsion aninertiel pour les humains. Entité créée par les Arisians pour transmettre les différentes inventions nécessaires à contrer les vues expansionnistes des Eddoriens.
  - Virgilia Samms : première femme Fulgur du cycle
  - Roderick Kinnison
  - Sergent Van Bruskirk

- Côté Eddore
  - Le Très Haut d'Eddore
  - Gharlane d'Eddore
  - Roger le Gris
  - Le sénateur Morgan
  - Helmut

### Espèces extraterrestres duCycle du Fulgur
- Arisians : race des origines de l'univers, dotée de grands pouvoirs psychiques qui leur permettent de se passer d'astronefs ou de télescopes[5]. Les Arisians privilégient l'ordre au chaos et se posent en gardiens de la Civilisation.

- Eddoriens : race des origines de l'univers, dotée de grands pouvoirs psychiques. Les Eddoriens aspirent au pouvoir et à la puissance sans entrave pour dominer l'univers. Ils privilégient le chaos et sèment le trouble dans les races inférieures qu'ils rencontrent dans l'univers. Ils ne sont pas humanoïdes, mais polymorphes. Chaque Eddorien peut modifier sa structure et changer de forme en fonction de ses besoins. Leur esprit contrôle leur apparence physique.

- Suzerains de Delgon : race de monstres sadiques qui maintiennent sous leur férule d'autres peuples grâce à leurs pouvoirs mentaux.

- Eichs : plus monstrueux encore que les suzerains de Delgon, composent le conseil de Boskone. Ils sont natifs de la planète Jarnevon.

- Névians : race d'Amphibiens hautement intelligents qui utilisent le fer allotropique comme source d'énergie atomique.

- Rigeliens : race ne communiquant qu'à travers l'esprit.

### Planètes duCycle du Fulgur
- Arisia : planète d'origine des Arisians déplacée, après l'extinction de son soleil, vers un second astre lumineux. Arisia est une planète de type terrestre. Les spores qui donnèrent la vie sur les autres planètes sont d'origine arisiane.

- Eddore : planète d'origine des Eddoriens. Cette planète a une atmosphère délétère.

- Tellus : autre nom donné à la planète Terre dans le Cycle.

- Bronseca : Capitale : Cominoche.

### Technologie duCycle du Fulgur
- le Joyau, structure lenticulaire composée de centaines de milliers de minuscules cristaux accordés sur l'élan vital d'une entité déterminée (un être ou un extra-terrestre. Bien que n'étant pas, au sens strict du terme, vivant, le Joyau est doté d'une pseudo-vie qui fait qu'il émet une lueur polychromatique permanente et changeante tant qu'il se trouve en contact avec l'être avec lequel il a été en harmonie. Bien plus, lorsqu'il est porté par quelqu'un d'autre que son légitime détendeur, il demeure non seulement terne, mais tue l'imposteur, car sa pseudo-vie interfère très violemment avec celle de tout être auquel il n'est pas synchronisé. C'est par ailleurs un communicateur télépathique d'une puissance et d'une portée incroyable.

Tout Fulgur est porteur d'un Joyau, sauf Virgilia Samms, fille de Virgil Samms et première femme ayant des dons innés pour devenir Fulgur. Clarissa Mac Dougall, femme de Kimball Kinnison, est elle aussi dotée naturellement des facultés qui font un Fulgur. 
Chaque Joyau est fabriqué par les Arisians et ajusté pour chaque Fulgur. Il est totalement impossible à contrefaire.
- Le Météore Doré, ancêtre du Joyau créé par les savants de la Patrouille Galatique. Possible à analyser et à reproduire, il fut à l'origine de problèmes considérables.

- Corridor hyperspatial, invention des Eddoriens, transmise à la Civilisation par les Arisians.

- Propulseur aninertiel ou Bergenholm, invention des Eddoriens, transmise à la Civilisation par les Arisians, via l'ingénieur Bergenholm, création des Arisians pour être une de leurs "courroies de transmission".

## Cycle du Fulguret Prix Hugo
Le Cycle du Fulgur figura parmi les cinq cycles de science-fiction retenus pour participer au Prix Hugo du Meilleur cycle de science-fiction de tous les temps (Best All-Time Series) en 1966. Le cycle d'Edward Elmer Smith fut classé quatrième, derrière Fondation d'Isaac Asimov, le Cycle de Mars d'Edgar Rice Burroughs et l’Histoire du futur de Robert A. Heinlein, mais juste devant Le Seigneur des anneaux de J. R. R. Tolkien.

## Adaptations
Le réalisateur d'anime japonais Kōji Morimoto s'est inspiré de la saga d'Edward Elmer Smith :
- SF New Age Lensman (SF新世紀レンズマン), film d'animation, 1984 ;
- Galactic Patrol Lensman (en), série télévisée d'animation, 1984.

## Postérité duCycle du Fulgur
- En 1949, Randall Garrett écrivit une parodie du cycle du Fulgur intitulée Backstage Lensman. Randall Garrett fait également référence aux Fulgurs dans certains de ses récits (Lord Darcy) en équipant ses messagers royaux de joyaux similaires à ceux des Fulgurs. Dans son univers romanesque, l'inventeur de ces joyaux est le sorcier Sir Edward Smith, une allusion directe à l'auteur du cycle.

- En 1961, le Cycle du Fulgur inspire à des étudiants du Massachusetts Institute of Technology l'un des premiers jeux vidéo de l'histoire : Spacewar!.

- Dans les premières esquisses scénaristiques de la saga Star Wars de George Lucas, le côté positif de la force était à l'origine associée aux Arisians, la race ancestrale du Cycle du Fulgur qui veille à la pérennité de la civilisation galactique.

- Au Japon, il est adapté en série d'animation de 25 épisodes diffusé entre 1984 et 1985 sous le titre Galactic Patrol Lensman et Murano Moribi en écrit un manga en trois volumes en 1984 chez Kodansha. Ce dernier étant publié en France chez Black Box en 2020.

- En 1985, Robert A. Heinlein fait des allusions directe au cycle du Fulgur et à Edward Elmer Smith dans Le Chat passe-muraille, avec un personnage dénommé Lensman Ted Smith.

- En 1994, Sean Barrett publia un jeu de rôle (GURPS) situé dans l'univers du Cycle du Fulgur : GURPS Lensman: Starkly Astounding Space-Opera Adventure.

- Dans la série télévisée de science-fiction Babylon 5 de Joe Michael Straczynski, les Ombres et les Vorlons semblent être des réminiscences des Eddoriens et des Arisians du Cycle du Fulgur. Les parallèles entre les quatre races extra-terrestres sont nombreux. Ce sont des races anciennes qui président à la destinée des autres races dans l'univers. Les deux premières races (Ombres et Eddoriens) représentent les forces du chaos et de la guerre, les deux autres (Vorlons et Arisians) les forces de l'ordre cosmique et de la civilisation. Dans les deux cas, les races interviennent dans le destin des races plus jeunes et se livrent, par leur intermédiaire, à un combat éternel.
- Les Green Lantern de l'univers DC Comics partagent des ressemblances avec la police intergalactique des Fulgur[6] : il s'agit d'un regroupement de races extraterrestres rassemblées dans un but de maintien de l'ordre.

## Éditions françaises
Le Cycle du Fulgur est paru aux éditions Albin Michel, entre 1972 et 1978, dans les collections « Science-fiction » et « Super-fiction » dirigées par H. G. Gallet. La traduction de l'édition française est basée sur l'édition britannique du cycle.